# Bardejovský katechizmus (1581)

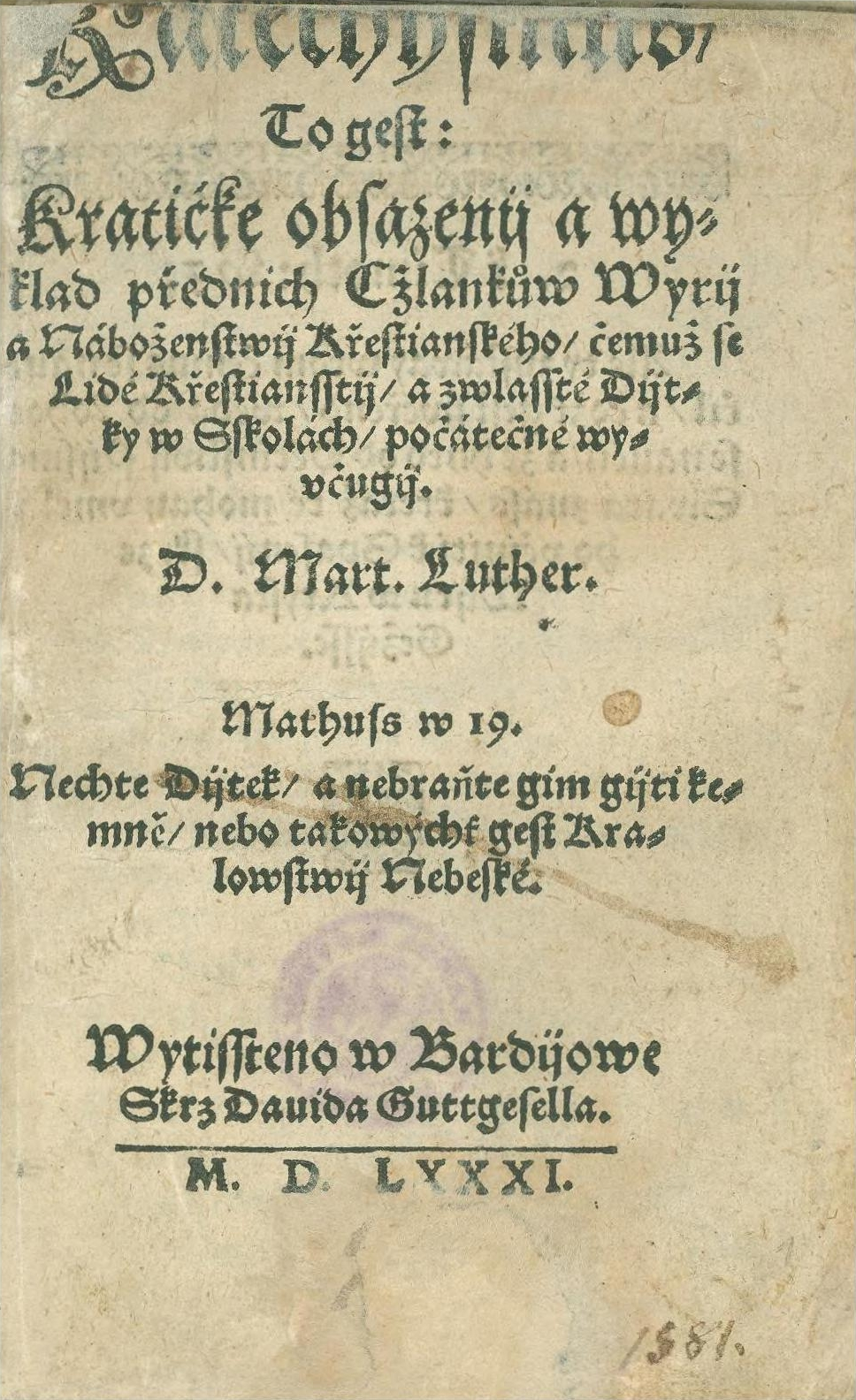
Strona tytułowa wydania z 1581 roku

Bardejovský katechizmus – przekład Małego katechizmu Marcina Lutra wydany przez Dávida Gutgesela w 1581 roku w Bardejowie, najstarsza drukowana książka wydana w słowakizowanym języku czeskim (wg części źródeł w języku słowackim).

## Historia
Druk został wydany przez Dávida Gutgesela w Bardejowie w 1581 roku. Jest uważany za najstarszą drukowaną słowacką książkę bądź najstarszą książkę w języku słowackim.
Zachował się tylko jeden egzemplarz wydania z 1581 roku, jest on przechowywany w Martinie w Słowackiej Bibliotece Narodowej, dla tejże książnicy pozyskał go Boris Bálent. Zachowany egzemplarz katechizmu jest mocno zniszczony – został uszkodzony przez introligatora poprzez niewłaściwe, za duże przycięcie górnej części bloku, przez co brak części tekstu, czas powstania tego uszkodzenia nie jest znany. Brak także niektórych kart.
W 1947 roku katechizm opublikowano w wydaniu faksymilowym wraz z katechizmem z 1612 roku pt. Bardejovské katechizmy z rokov 1581 a 1612, które przygotował Boris Bálent.
Słowacka Biblioteka Narodowa wydała naukową edycję faksymilową katechizmu w 2013 roku pt. Bardejovský katechizmus z roku 1581 – najstaršia slovenská kniha, natomiast w 2014 roku ukazało się bibliofilskie wydanie faksymilowe.

## Treść
Książka stanowi przekład i adaptację Małego katechizmu autorstwa Marcina Lutra (Mały katechizm został wydany w języku słowackim w ponad 310 wydaniach). Tekst zawiera fragmenty tłumaczeń Pisma Świętego zaczerpniętych z czeskiej Biblii Melantricha. Autor przekładu nie został wskazany w tekście, tradycyjnie przyjmuje się, że był to pastor Severín Škultéty. Tekst został zapisany w lokalnej odmianie słowakizowanego języka czeskiego (część źródeł podaje, że jest on w języku słowackim).